# 勒梅蒂耶尔瑟兰
勒梅蒂耶尔瑟兰（法語：Le Meix-Tiercelin）是法国马恩省的一个市镇，属于维特里勒弗朗索瓦区（Vitry-le-François）松皮伊县（Sompuis）。该市镇总面积19.41平方公里，2009年时的人口为191人。

## 人口
勒梅蒂耶尔瑟兰人口变化图示